# Sacred Heart College

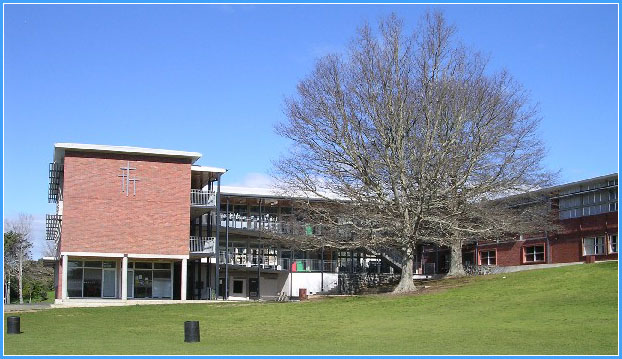
Bâtiment des classes des deux premières années.

Le Sacred Heart College (collège du Sacré-Cœur) est un des établissements d'enseignement secondaire parmi les plus prestigieux de Nouvelle-Zélande. Il s'agit d'un établissement catholique destinés aux garçons. Il a été fondé à Auckland par les Pères maristes en 1903 et se trouve à son emplacement actuel (quartier de Glenn Innes, avec vue sur l'estuaire de Tamaki) depuis 1955. La compétition sportive y tient une grande place. Il est dirigé depuis 2005 par M. Philipp Mahoney. L'enseignement était dispensé à 1 315 élèves en mars 2019, certains sont pensionnaires. 

## Histoire
Les Pères maristes ouvrent un collège pour garçons en 1903 à Ponsonby (faubourg d'Auckland). Il s'agit donc du collège le plus ancien de la région. En 1955, il déménage dans le quartier de Glenn Innes dans un campus de 24 hectares et laisse la place à Ponsonby au St Paul's College, également tenu par les maristes. Les maristes ont toujours été continuellement présents dans l'administration et l'enseignement du collège. Le poste de directeur de l'établissement a été tenu par les maristes jusqu'en 1993, date à laquelle les directeurs laïcs se sont succédé. 
Le collège a célébré son centenaire en 2003, en inaugurant un nouveau bâtiment administratif, un bloc technologique et un nouveau département pour les deux premières années grade 7 et grade 8 (qui équivalent dans le système français à la sixième et à la cinquième). En 2005, il célèbre son cinquantenaire dans son lieu actuel.

## Éducation
Le Sacred Heart College délivre en fin de cycle le National Certificate of Educational Achievement (équivalent plus ou moins au baccalauréat dans le système français). La devise du collège est Confortare esto vir.

### Sport
Le sport tient une grande place dans l'éducation au collège. La culture du rugby à XV y est très importante, mais les élèves peuvent aussi pratiquer le cricket, le football, le tennis, la natation, l'athlétisme, le hockey, l'aviron ou le water polo.